# Johannes Schenberg
Johannes Petri Schenberg, född 1667 i Skänninge församling, Östergötlands län, död 1 februari 1730 i Normlösa församling, Östergötlands län, var en svensk präst.

## Biografi
Johannes Schenberg föddes 1667 i Skänninge församling, Skänninge och döptes 6 februari samma år. Han var son till rådmannen Peder Thomasson och Anna Schening. Schenberg blev 1683 student vid Lunds universitet och samma år notarie i Juridiska fakulteten vid Lunds universitet. År 1693 blev han student vid Uppsala universitet och 1694 kollega vid Linköpings trivialskola. Schenberg blev 1695 konrektor vid skolan och 1697 rektor vid Skänninge trivialskola. Han prästvigdes 1702 och blev samma år kyrkoherde i Normlösa församling. Han blev 1724 prost. År 1712 var han respondent vid prästmötet och 1728 respondent vid prästmötet. Schenberg avled 1 februari 1730 i Normlösa församling.

### Familj
Schenberg gifte sig första gången 27 september 1698 med Ulrica Thoresdotter Schenling (1680–1716), dotter till rådmannen Tore Andersson och Maria Sandelius i Skänninge. De fick tillsammans barnen Anna Maria Schenberg (född 1700), lektorn Pehr Schenberg (född 1701) i Linköping, Johannes Schenberg (1702–1702), kyrkoherden Samuel Schenberg (född 1704) i Nykils församling, Ulrica Schenberg (1706–1730) som gifte sig med kvartermästaren Erik Salander, Annika Schenberg (född 1708) som gifte sig med fältkommissarien Peter Hagborg, Johan Schenberg (1710–1713), bokhållaren Daniel Schenberg (född 1711) och Maria Schenberg (född 1714).
Schenberg gifte sig andra gången 2 juli 1717 med Catharina Salander (1693–1765), dotter till kyrkoherden Daniel Salander och Abigael Röding i Vallerstads församling. De fick tillsammans barnen rådmannen Carl Schenberg (1718–1789) i Skänninge, regementspastorn Erik Schenberg (född 1719) vid Östgöta kavalleriregemente, mantalskommissarien Jacob Schenberg, Catharina Schenberg (född 1723) som gifte sig med kyrkoherden Johannes Lindstedt i Västerlösa församling och Christiana Schenberg (född 1724) som gifte sig med kyrkoherden Jonas Rosling i Eksjö stadsförsamling och Johan Schenberg (1726–1729). Efter Schenbergs död gifte Salander om sig med kyrkoherden Anders Hagström i Åsbo församling.